# Aeroporto de Bloemfontein
O Aeroporto de Bloemfontein ou, na sua forma portuguesa, de Blumefontaina (IATA: BFN, ICAO: FABL) é um aeroporto na África do Sul, localizado na cidade de Bloemfontein, na província do Estado Livre, uma das capitais do país.
Foi modernizado e reformado para a Copa do Mundo FIFA de 2010.